# وادي الثمامة
وادي الثُّمامة هو أحد أودية شبه الجزيرة العربية، ويقع ضمن حدود السعودية في منطقة الرياض على بعد 90 كيلومتر شمال شرق المدينة. ونسبة إليه سمي المنتزه البري الشهير في الرياض (الثمامة). يبلغ طول الوادي 60 كم ومتوسط انحداره 3 م / كم. ينبع من خشم الثمامة في جبال العرمة، ويصب في روضة خريم. من أهم روافده وادي خويش، ووادي جريذي.

## وادي الثمامة:
يعد وادي الثمامة من أكبر الأودية التي تصرف سيول العرمة، ويسمى بوادي الغيلانة في جزئه الأسفل الممتد من ملتقى وادي المساجدي بوادي الثمامة إلى مصبه في روضة خريم. وتدخل بعض الأجزاء العليا من حوضه ضمن حدود محمية الملك خالد الملكية، بينما معظم أجزاء حوضه تقع ضمن حدود محمية الإمام عبدالعزيز بن محمد الملكية، ومن الناحية الإدارية تتبع اراضي حوض وادي الثمامة لمحافظة رماح في المملكة العربية السعودية. وتبدأ منابع وادي الثمامة عند خط طول 46.624194 درجة شرقا ودائرة عرض 25.291748 درجة شمالا، وذلك إلى الشمال من خشم الثمامة وإلى الشرق من جال جبال العرمة بمسافة تقارب 300م. وبشكل عام، ينحدر هذ الوادي من الغرب نحو الشرق، ومعظم روافده تأتي من الجهة الجنوبية، وينتهي في روضة خريم الواقعة غرب رمال الدهناء، وذلك عند خط طول 47.253213 درجة شرقا ودائرة عرض 25.405267 درجة شمالا. ويبلغ طول مجراه الرئيسي إلى ملتقاه مع وادي المساجدي حوالي 65كم، ومن ملتقاه مع وادي المساجدي إلى مصبه في روضة خريم تكون المسافة حوالي 13كم، والجزء الأخير يظهر على الخرائط باسم وادي الغيلانة. ويمثل وادي مصدة الذي يقبل من الجنوب الغربي الرافد الرئيسي الأعلى لوادي الثمامة، ويلتقي به من الجنوب قري أبا الطرق إلى الأعلى من آبار الثمامة، ثم يلتقي بوادي الثمامة من الشمال الغربي قري الهايش، وبعده يدفع فيه شعيب الخانوس من الجنوب، وبعد ذلك يصب فيه رافدان  يقبلان من ناحية الجنوب هما قري شويهر وقري شاهر، ومن تحت قري شاهر يصب في وادي الثمامة راقد يقال له قليل الحطب يقبل نحوه من الجنوب، ثم يلتقي به رافد كبير هو وادي جريذي قادما من جهة الجنوب الغربي، وبعد ذلك يلتقي معه وادي المساجدي ورافدة الرئيسي وادي السعيرة القادمان من الجنوب، وذلك إلى الأعلى من آبار الغيلانة بمسافة تقارب 6كم.